# Pszczółka Maja i jej przygody

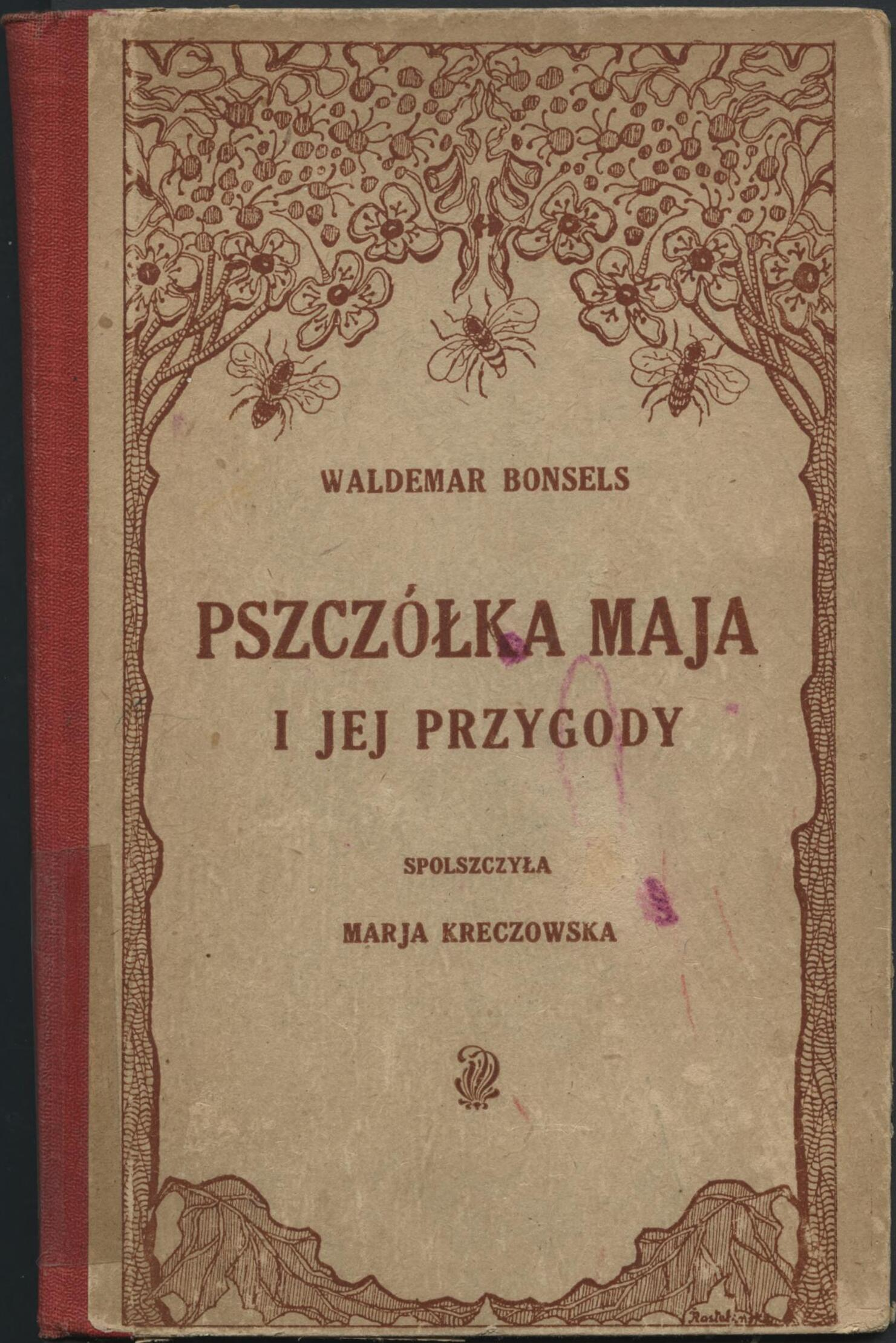
Okładka pierwszego polskiego wydania z 1922 roku.

Pszczółka Maja i jej przygody (Die Biene Maja und ihre Abenteuer) – zbiór opowiadań dla dzieci autorstwa Waldemara Bonselsa opublikowany w 1912 roku. 
Akcja książki dzieje się w świecie owadów, a jej główną bohaterką jest tytułowa pszczółka o imieniu Maja.

## Tytuły opowiadań
- „Ucieczka Mai z rodzinnego grodu”
- „Różany dom Pepika”
- „Leśne jezioro i jego mieszkańcy”
- „Iffi i Sep”
- „Konik polny”
- „Puk”
- „Maja uwięziona przez pająka”
- „Pluskwa i motyl”
- „Walka Hannibala z człowiekiem”
- „Czar nocy”
- „Lot z elfem”
- „Poetka Honorata Siedmiokropka”
- „Zamek zbójecki”
- „Ucieczka”
- „Powrót do ojczystego grodu”
- „Walka pszczół i szerszeni”
- „Przyjaciółka królowej”

## Nawiązania w kulturze
Popularność książki, sprawiła, że była ona tłumaczona na wiele języków. W 1963 roku powstała opera na jej podstawie. Książka była też inspiracją dla serii komiksów o przygodach głównej bohaterki. Na jej podstawie powstały też seriale animowane:
- Pszczółka Maja – serial animowany emitowany od 1975 roku
- Pszczółka Maja – serial animowany emitowany od 2012 roku

Postać Pszczółki Mai pojawiła się także gościnnie w 22 odcinku serialu Bug City.